# Matteo Liberatore
Matteo Liberatore (Salerno, 14 de agosto de 1810 - Roma, 18 de octubre de 1892) fue un jesuita, filósofo y escritor italiano.

## Vida
Por muerte de su padre, tuvo que cuidar, desde que tenía diez años, de sus hermanos y hermanas menores, a costa de sus propios estudios. Al asistir a una escuela jesuita, recuperó pronto el tiempo perdido y terminó con brillantez sus cursos de humanidades. Ya jesuita, estudiando filosofía (1831-1833) bajo la guía de los PP. Domenico Sordi y Enrico Borgianelli, Liberatore se hizo un neotomista convencido. Enseñó filosofía en el colegio de Nápoles desde 1837, pero la situación política revolucionaria le forzó a ir al exilio de Malta en 1848.
A su vuelta, enseñó teología por breve tiempo y se integró (abril de 1850) en el pequeño grupo de escritores que fundó la revista La Civiltà Cattolica. Por cuarenta y dos años, Liberatore fue uno de los más importantes miembros del equipo de la revista y su defensor en los momentos críticos. En sus páginas, desde 1853, expuso la filosofía según los principios tomistas, con vigor crítico y conocimiento directo de los adversarios. Sus vivaces ensayos, reunidos después en forma de libro, profundizaron particularmente en los problemas gnoseológicos y de antropología filosófica, y contribuyeron eficazmente a la restauración de la filosofía escolástica. Fue objeto especial de su crítica la doctrina filosófica de Antonio Rosmini. Liberatore no había tenido la misma libertad de propugnar el tomismo en sus logradas Institutiones logicæ et metaphysicæ, que había comenzado a publicar en 1840; tuvo en este caso que adoptar una táctica de «gradualismo» (véase la introducción a su Della conoscenza intellettuale [Roma, 1874, 2.ª ed.] 3-11, y el prefacio a su Dell'uomo [Roma, 1874, 2.ª ed.] 3-15).
Además de la filosofía, Liberatore polemizó, con claridad de ideas, fuerza de argumentación y valor, sobre cuestiones de teología, derecho público eclesiástico, relaciones Iglesia-Estado, y economía política. Escribió la primera redacción de la encíclica Rerum novarum (15 de mayo de 1891) de León XIII y corrigió la versión final. Cooperó a fundar la Pontificia Academia de Santo Tomás de Aquino y a la reforma de los estudios eclesiásticos.

## Obras

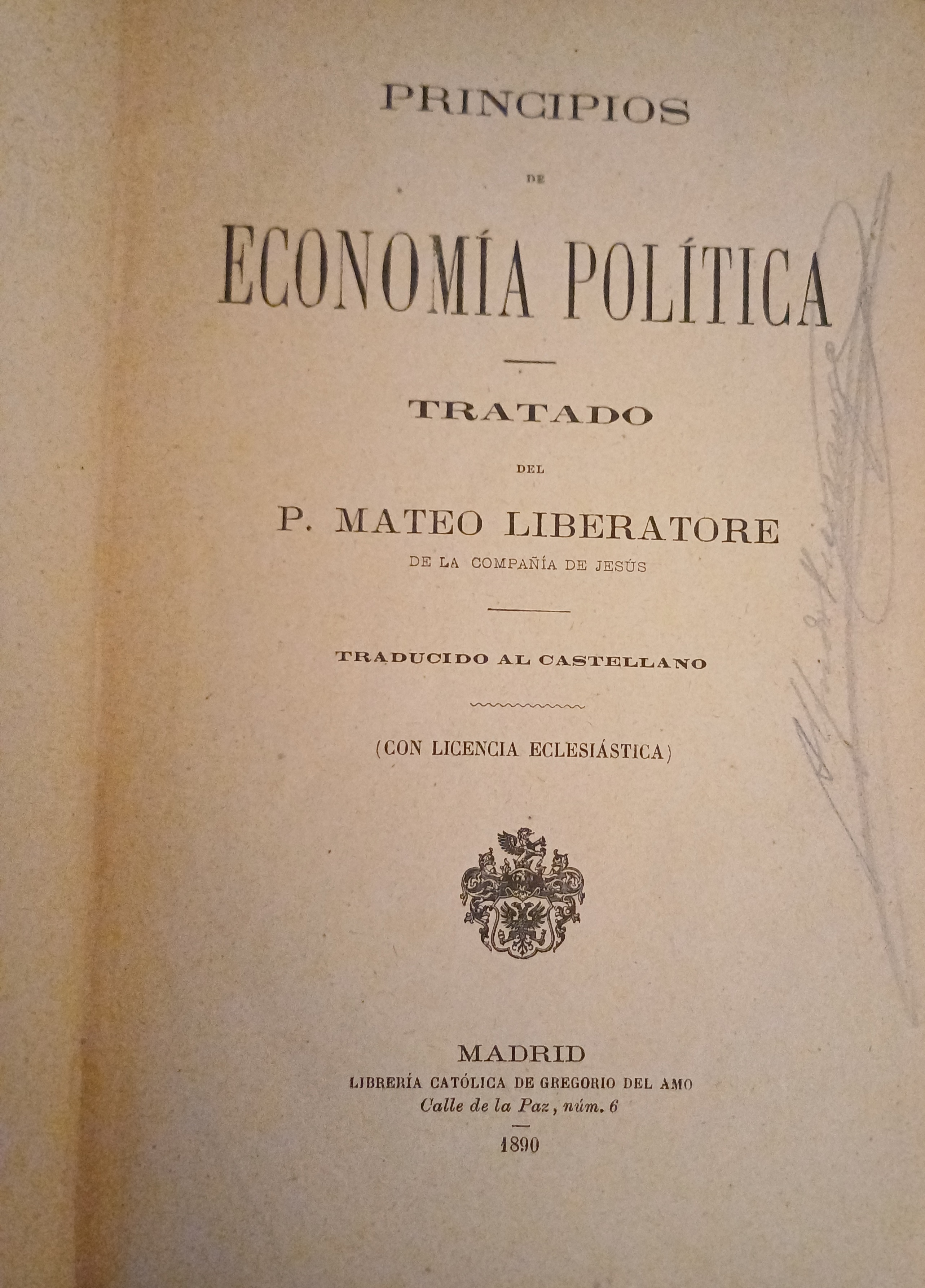
Principios de economía política, publicados en Madrid, 1890, por la Librería Católica de Gregorio del Amo.

- Institutiones logicæ et metaphysicæ 2 v. (Nápoles, 1840-1842).
- Ethicæ et juris naturæ elementa (Nápoles, 1846).
- Elementi di filosofia (Nápoles, 1848).
- Il matrimonio e lo stato (Nápoles, 1852).
- Institutiones philosophicæ 3 v. (Roma, 1860-1861).
- Del composto umano (Roma, 1862).
- Opuscoli varii (Roma, 1863).
- La chiesa e lo stato (Nápoles, 1872).
- Degli universali. Confutazione della filosofia rosminiana difesa da Mons. Ferré, vescovo di Casal Monferrato (Roma, 1883).
- Principi di economia politica (Roma, 1889) (edición en español: Principios de economía política, trad. 1890, Madrid, Librería Católica de Gregorio del Amo)